# تكوين سان كارلوس
تكوين سان كارلوس (بالإنجليزية: San Carlos Formation)‏ هو تكوين جيولوجي في غرب ولاية تكساس يعود تاريخ طبقاته إلى الطباشيري المتأخر، تم العثور على بقايا ديناصورات من بين الحفريات اكتشافها في هذا التكوين.